# Charito
Charito, född okänt år, död okänt år, var en romersk kejsarinna år 363 till 364, gift med kejsar Jovianus.
Charito var dotter till militären Lucillianus, som hade tjänstgjort i krigen mot Persien och sedan posterats i Serbien. 
Det råder oklarhet kring om hon överhuvudtaget träffade sin man under hans regeringstid, men hon mötte hans liktåg då det anlände till Konstantinopel. Det är möjligt att hon landsförvisades till provinserna med sin son som änka.  